# Station d’épuration de Saint-Thibault-des-Vignes
La Station d’épuration de Saint-Thibault-des-Vignes, ou Station d'épuration de Marne-la-Vallée, est une station d’épuration (STEP) située en Seine-et-Marne. L’eau usée traitée est rejetée dans la Marne, zone sensible.
Le Syndicat Intercommunal d'Assainissement de Marne-la-Vallée (SIAM) est le maitre d'ouvrage de la STEP. L'exploitation est assurée par la Saur.
La capacité nominale de traitement de la STEP de Saint-Thibault-des-Vignes est de 350 000 équivalents-habitants.

## Historique
La station d'épuration des eaux usées de Saint-Thibault-des-Vignes a été mise en service en 1974. Le Syndicat Intercommunal d'Assainissement de la Région de Lagny-sur-Marne (SIARL) est créé pour gérer la tranche 1 (T1) de la station nouvellement construite. Le SIARL deviendra Syndicat Intercommunal de Marne-la-Vallée (Siam) en 2006.
En 1977, une extension de la station voit le jour, la tranche 2 (T2), afin de pallier la saturation de la tranche 1. La modernisation est financée par le Syndicat d'Assainissement du Val Maubuée.
En 1991, un réseau de collecte des eaux usées est construit pour le secteur de Val d'Europe, le "collecteur Est" (Ø 1000). Ce réseau, est long de 9 659 mètres.
En 1992, une nouvelle extension est construite, tranche 3 (T3). Elle est achevée en 1994 et remplace les tranches 1 et 2. La Step est couverte, réduisant ainsi les nuisances olfactives pour les riverains. Les procédés de traitement installés permettent de répondre aux nouvelles normes européennes. L'objectif est également d'accueillir les effluents de Disneyland Paris. Depuis 2013, le parc Disneyland traite lui-même ses eaux usées.
En 2001, la tranche 4 (T4) de la station est construite. Le volume d'eaux usées traitées passe de 50 000 m3 à 70 000 m3. Les unités T3 et T4 fonctionnent simultanément et en complémentarité. Il s'agit de la version actuelle de la Station d’épuration de Saint-Thibault-des-Vignes.
À partir de 2009, la Step est exploitée par la société Equalia (filiale de Veolia), dans le cadre d'un contrat de délégation de service public de 12 ans.
Depuis  2021, un nouveau contrat de concession est conclu avec la Saur. Ce contrat comprend la conception, la construction et l’exploitation d’une unité de méthanisation, qui devra être en mesure d’injecter le gaz dans le réseau GRDF.

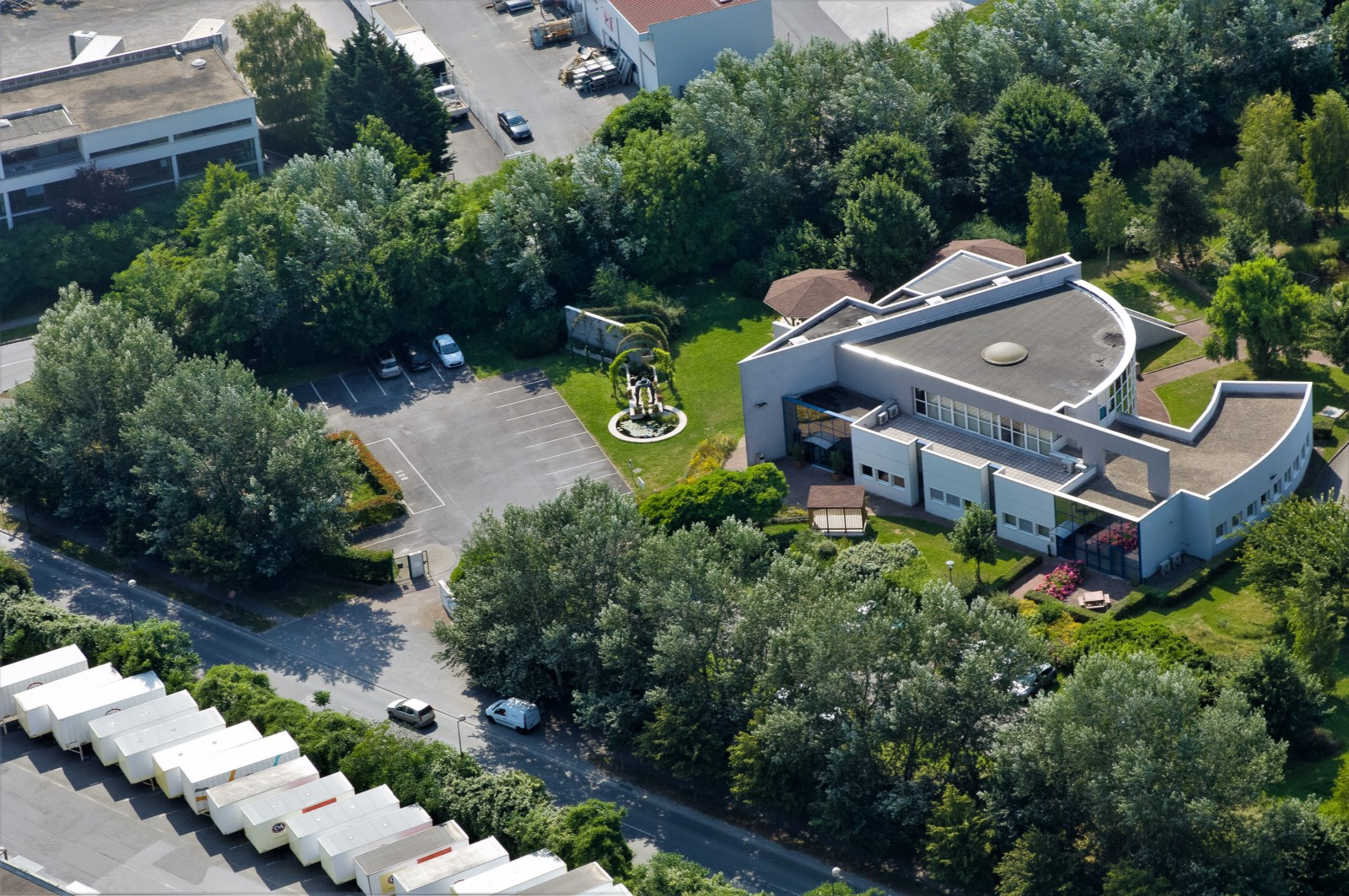
Bureaux du Syndicat Intercommunal d'Assainissement des Eaux de Marne-la-Vallée (Siam)

## Périmètre de collecte des eaux usées
Le Syndicat Intercommunal d'Assainissement de Marne-la-Vallée gère un territoire de 32 communes du secteur de Marne-la-Vallée (Seine-et-Marne), ainsi que 36 km de réseau structurant.
Cela regroupe  trois communautés d'agglomération : 
- Communauté d'Agglomération de Marne et Gondoire
- Communauté d'agglomération Paris - Vallée de la Marne
- Val d'Europe Agglomération

L'ensemble du territoire représente 192,37 km2 et 229 282 habitants.

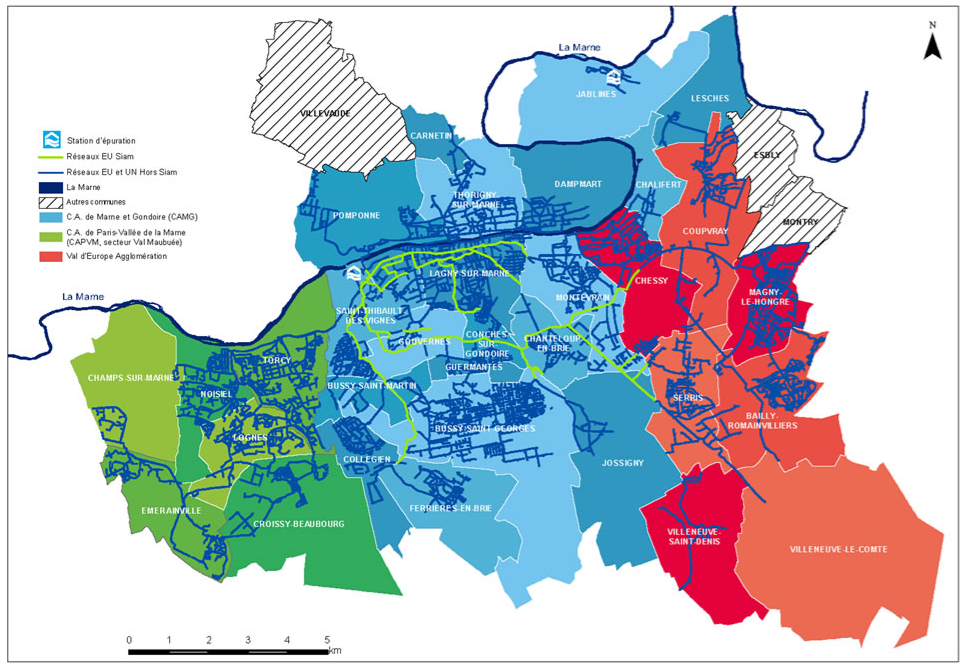
Réseau d'assainissement du Siam

La STEP de Saint-Thibault-des-Vignes traite les eaux usées des communes de la carte présentée ci-dessus, excepté Jablines qui dispose de sa propre station d'épuration de 800 équivalent-habitants.

## Données en entrée de station

### Débit entrant dans la STEP
Le débit moyen arrivant à la station est de 39 490 m3/j. Le débit de référence retenu est de 68 125 m3/j.

### Effluent en entrée de station

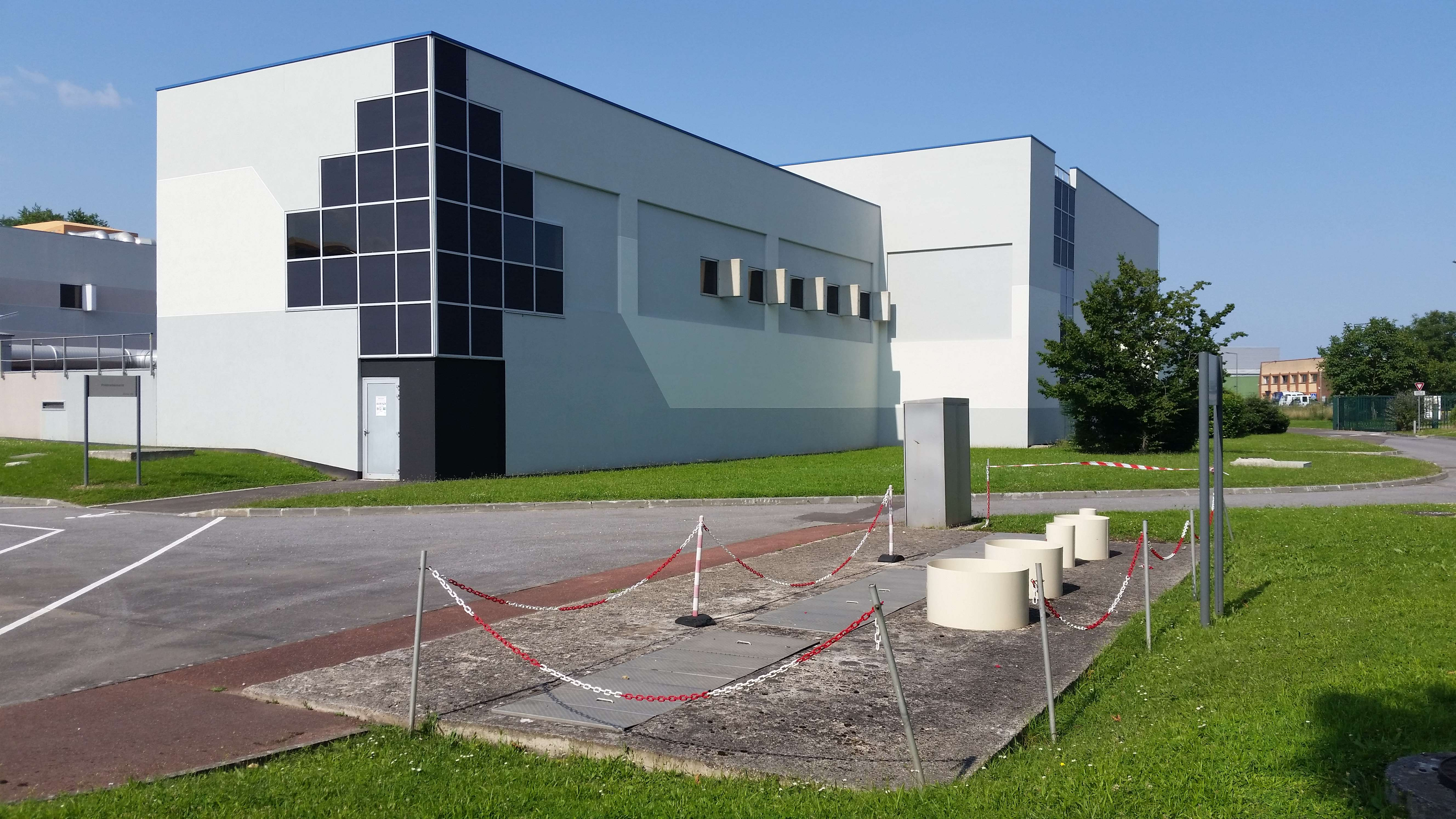
Poste de comptage des effluents en entrée de prétraitement

| Paramètres (mg/L) | Flux amont retenus (kg/j) | Flux amont retenus (E.H.) |
| ----------------- | ------------------------- | ------------------------- |
| DBO5              | 12 182                    | 203 031                   |
| DCO               | 27 358                    | 182 383                   |
| MES               | 14 633                    | 162 587                   |
| NTK               | 2 710                     | 180 685                   |
| PT                | 300                       | 176 276                   |

## Filière de traitement
La capacité nominale de la station est de 350 000 EH.
La STEP rejette en zone sensible, le respect des objectifs de qualité de l’eau traitée s’impose par une concentration en phosphore inférieure à 1 mg/L et une concentration en nitrates inférieure à 10 mg/L (Directive 91/271/CEE du 21 mai 1991).

### Bâche tampon
La bâche tampon est un bassin de stockage des eaux usées en entrée de station. Le réservoir est rempli en période de pointe puis vidé aux heures où les débits entrant sont faibles (nuit). Cette étape arrive avant les prétraitements.

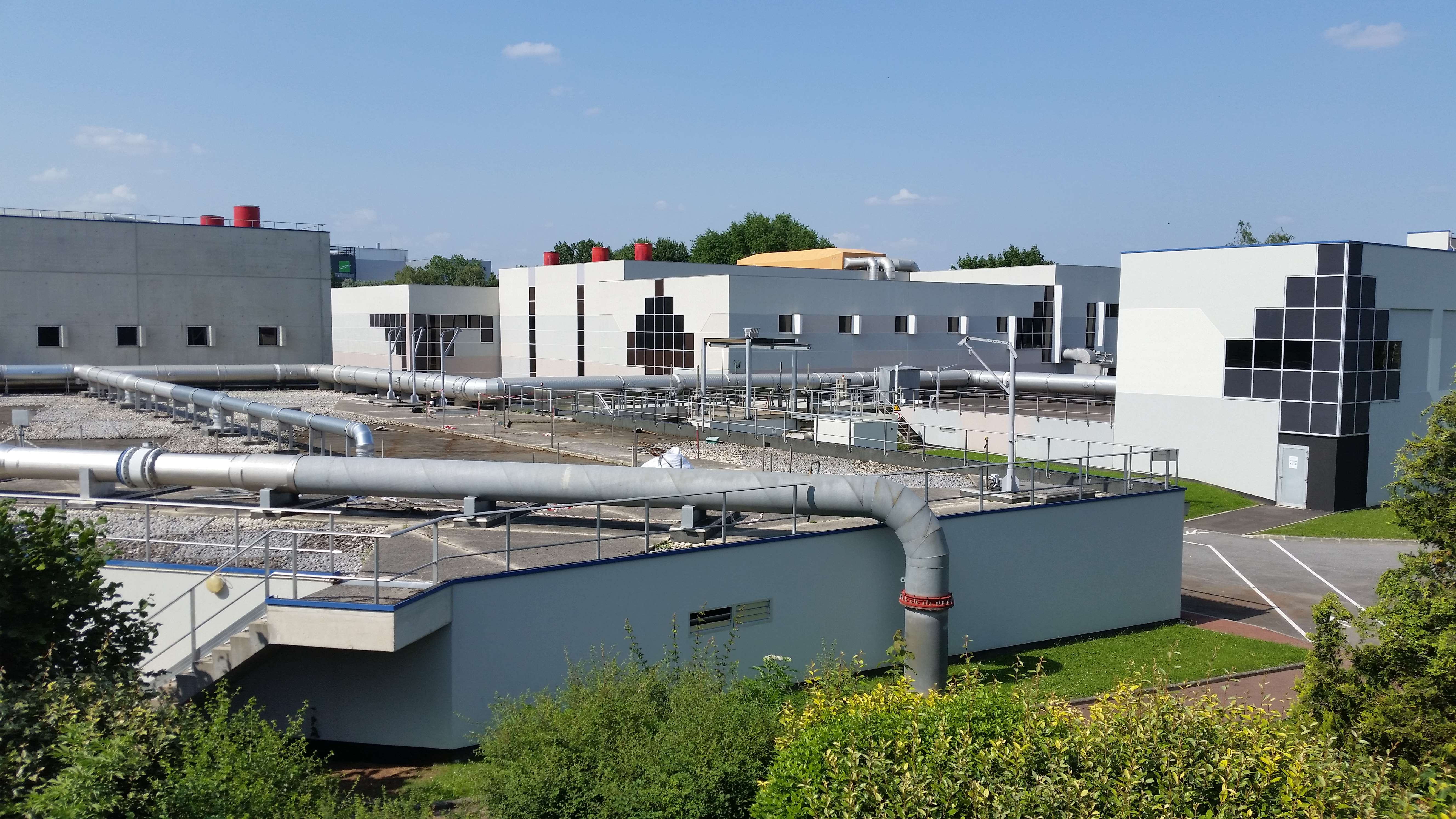
Bâche tampon à l'entrée des procédés de traitement

### Prétraitements
Les prétraitements utilisés sont communs à la majorité des stations d’épuration. Ils permettent de séparer les matières les plus grossières et les éléments susceptibles de gêner les étapes ultérieures de traitement.
La station est équipée de dégrilleurs qui retiennent les déchets les plus volumineux. Les résidus sont automatiquement extraits puis envoyés à l’incinération.
Le dessablage-déshuilage permet d'éliminer approximativement les matières denses et flottantes. Les matières denses (sables et graviers) se déposent au fond du bassin tandis que les matières flottantes (les huiles et les graisses) sont remontées en surface grâce à une aération. Un double racloir (surface et fond) évacue ensuite les graisses et les sables.
La station retire 360 kg de déchets solides par jour (lingettes, aquatubes, coton, masques).

### Traitement primaire
Les décanteurs primaires lamellaires éliminent les matières en suspension. Ces éléments se déposent sur des lamelles inclinées puis décantent au fond du bassin. Les matières accumulées au fond du décanteur forment des boues et sont extraites périodiquement.

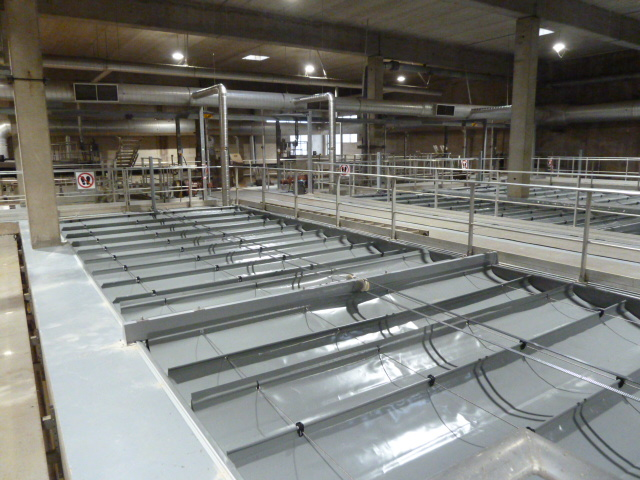
Décanteur lamellaire

### Traitement biologique
Le traitement biologique permet d'éliminer la pollution carbonée et azotée. Les bassins sont remplis de billes de polystyrène qui favorisent la fixation de bactéries. Ces bactéries digèrent la pollution pour se développer. Lorsqu’elles meurent, elles forment des boues qui sont régulièrement extraites.

## Gestion des boues d'épuration
Après déshydratation, les boues d'épuration sont épandues ou incinérées.

### Déshydratation des boues
Les boues provenant des décanteurs primaires et des bassins biologiques sont déshydratées par centrifugation.

### Epandage
En sortie de centrifugeuse, les boues sont chaulées afin d'être utilisées comme fertilisant par les agriculteurs.
Durant la pandémie de Covid-19, la contrainte sur l'épandage des boues non hygiénisées était très forte (arrêté ministériel du 30 avril 2020). Les restrictions ont été abrogées en février 2023, signant la reprise des épandages de boues non hygiénisées à l'été 2023 pour les périmètres d’épandage toujours opérationnels.

### Incinération
Les boues non épandues sont incinérées à une température de plus de 850 °C dans un lit de sable. Les polluants contenus dans les fumées sont traités par deux types de filtres. Des analyses sont réalisées en continu dans la cheminée.
L'incinérateur de Saint-Thibault-des-Vignes traite 140 000 tonnes de déchets ménagers par an. L'usine valorise également 35 000 tonnes de mâchefers par an et produit 20 000 MWh d’énergie thermique et 12 000 MWh d’énergie électrique par an.

### Historique destination et production de boues
La production de boues de la station s'élève à 6 927 TMS/an.
| Année | Production (Tms) | Incinération (Tms) | Epandage (Tms) |
| ----- | ---------------- | ------------------ | -------------- |
| 2022  | N/A              | 4 126              | 1 593          |
| 2021  | 6 419,97         | 4 767              | 7 687          |
| 2020  | 5 318,06         | 3 323              | 2 155          |
| 2019  | 6 253,83         | 2 947              | 3 690          |
| 2018  | 6 246,83         | 3 276              | 2 682          |
| 2017  | 6 400            | N/A                | N/A            |
| 2016  | 5 651            | N/A                | N/A            |
| 2015  | 5 378            | N/A                | N/A            |

## Performances épuratoires
La STEP rejette ses effluents en zone sensible. Les 
performances épuratoires sont conformes à l’arrêté d’autorisation.
| Paramètres      | Rejet moyen annuel de l'autosurveillance (avec by-pass) (mg/L) | Rendements moyen annuels de l'autosurveillance (avec by-pass) | Normes de rejet journalières (mg/L) | Normes de rejet annuelles (mg/L) | Normes de rejet annuelles en rendement |
| --------------- | -------------------------------------------------------------- | ------------------------------------------------------------- | ----------------------------------- | -------------------------------- | -------------------------------------- |
| DBO5            | 6                                                              | 97,9 %                                                        | 15                                  | 15                               | 95 %                                   |
| DCO             | 30                                                             | 95,5 %                                                        | 50                                  | 50                               | 91 %                                   |
| MES             | 5                                                              | 98,5 %                                                        | 20                                  | 20                               | 93 %                                   |
| Azote Global    | 13,2                                                           | 80,6 %                                                        | 20                                  | 10                               | 75 %                                   |
| N-NH4           | 1,0                                                            |                                                               | 5                                   | 4                                |                                        |
| Phosphore total | 0,6                                                            | 91,6 %                                                        | 1,8                                 | 1                                | 85 %                                   |

## Consommation énergétique
La consommation électrique de la station d’épuration de Saint-Thibault-des-Vignes est de 18 156 MWh en 2021. Cela représente une augmentation de 5 %, soit 863 MWh par rapport à 2020.
La consommation électrique se répartit comme suit :
- Filières eau et air : 87,3 %, augmentation de 1 223 MWh (+8 %) par rapport à 2020, pouvant s'expliquer par les volumes importants d'effluents qui ont été traités en 2021 ;
- Incinération : 11,1 % ;
- Filière boue : 1,6 %, consommation équivalente à 2020[4].

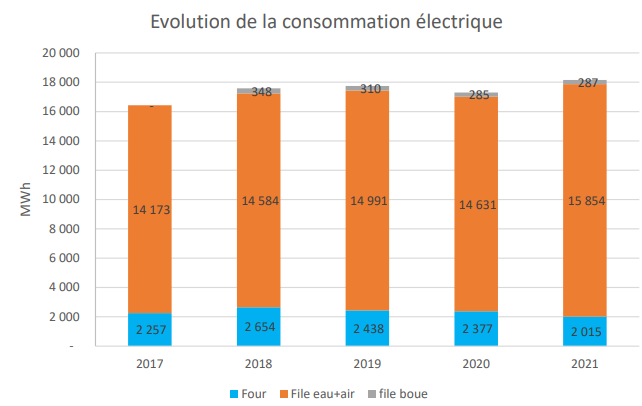
Évolution de la consommation électrique de la STEP de Saint-Thibault-des-Vignes

## Projet de méthanisation
Un projet de construction de méthaniseurs est en cours. Les travaux, menés par Stereau, le pôle ingénierie de construction du groupe Saur, ont débuté en 2022. Deux digesteurs sont en construction afin de valoriser annuellement 6 700 tonnes de boues et de graisses. La production de biométhane est supposée alimenter 4 000 foyers en énergie. Les coûts initiaux du projet sont compris entre 18 et 20 millions d'euros.